# Elymus stipifolius
Elymus stipifolius là một loài thực vật có hoa trong họ Hòa thảo. Loài này được (Czern. ex Nevski) Melderis mô tả khoa học đầu tiên năm 1978.